# فيليبا لانكاستر
هذه شخصية عن ملكة البرتغال القرينة، إذ كنت تريد عن شخصية حملت نفس الاسم، انظر ابنة أخيها التي أصبحت ملكة الدنمارك والسويد والنرويج القرينة.
فيليبا لانكاستر (الإنجليزية:Philippa of Lancaster؛ 31 مارس 1360 - 19 يونيو 1415)؛ ولدت لعائلة ملكية في إنجلترا فهي بطبع حفيدة إدوارد الثالث ملك إنجلترا، وأيضا هي ملكة البرتغال القرينة بزواجها من جواو الأول الذي كان من أبرز المرشحين للعرش بين عامي (1383-85) حيث أنه انتصر على منافسيه ملك قشتالة خوان الثاني وابنة أخيه بياتريس (انظر:أزمة 1383-1385)؛ فيليبا هي الابنة الكبرى لـ جون غونت وبلانش لانكستر وأيضا هي أخت الكبرى لـ هنري بولينجبروك، وكذلك هي جدة ألفونسو الخامس ملك البرتغال والد جواو الثاني وعم مانويل الأول وكذلك جدة إيزابيلا من البرتغال التي هي والدة ملكة قشتالة إيزابيلا الأولى.

## حياتها المبكرة والتعليم
ولدت في 31 مارس 1360، كان اسمها تيمناً لجدتها فيليبا هينو، كانت فيليبا أكبر أبناء لــ جون غونت و بلانش لانكستر، وأمضت فيليبا طفولتها هي متنقلة حول القصور التي يملكها أفراد أسرتها مع والدتها. وأنها تلقت تعليمه جنباً إلى جنب مع إخوتها الأصغر إليزابيث التي تصغرها بثلاث سنوات وهنري بولينجبروك بست سنوات الذي أصبح فيما بعد الملك هنري الرابع، توفيت والدتها من الطاعون في 1369، ووالدها تزوج في 1371 من انفانتا كونستانس من قشتالة ابنة بيدرو ملك قشتالة وعلى وفاتها في 1394، تزوج من عشيقته السابقة كاثرين سوينفورد التي كانت مربية لها، كانت تنظر إلى الزواج في نهاية المطاف بأنه فضيحة، وفي المستقبل فيليبا تحمي نفسها من مثل هذا الحرج.
فيما يبدو أن كاثرين كانت من قَبل محبوبة من قِبل فيليبا وأخوتها الأشقاء، حيث لعبت دوراً هاماً في تعليمهم، كانت لـ كاثرين معرفة جيدة مع شاعر جيفري تشوسر، حيث كان زوج لـ شقيقتها فيليبا روت، كما أن جون غونت أصبح راعياً له، بذلك قضى الكثير من وقته مع أسرتها وأيضا في توجهيها وكـمعلم لها، بحيث حظت تعليماً جيداً بالنسبة للإناث في ذاك الوقت، فدرست العلوم تحت رعاية جون فريري والشعر تحت رعاية جين فروسارت والفلسفة وعلم اللاهوت تحت رعاية جون ويكليف، وكما أنها تعرفت على أعمال العلماء اليونانيين والرومان من أمثال ليني وهيرودوت، وكما أنه لها اجتهاد كبير في دراستها لـ دين.

## الزواج

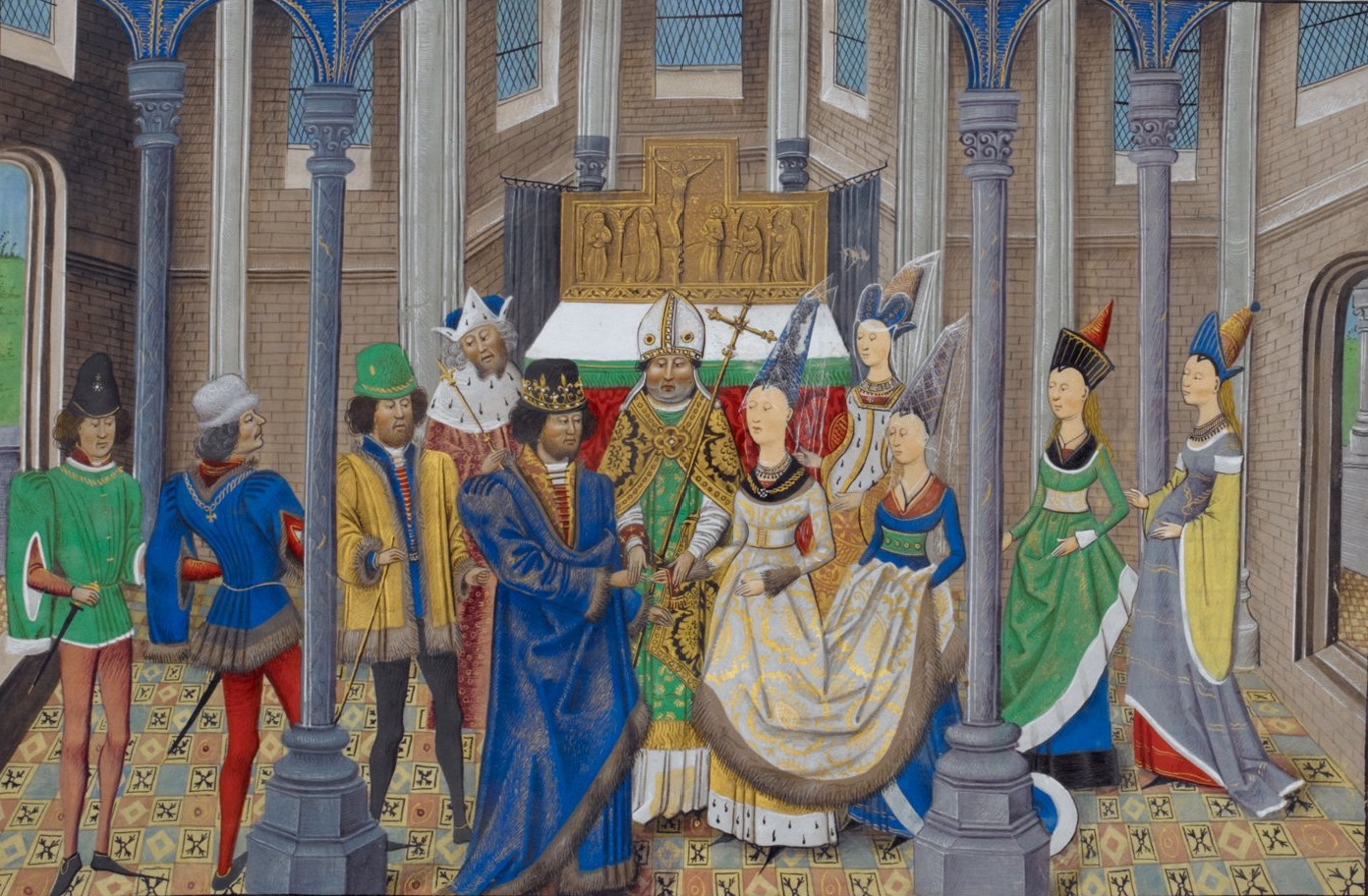
زفاف ملكة البرتغال فيليبا و ملك البرتغال جواو الأول

فيليبا أصبحت ملكة البرتغال والغرب عن طريق زواجها من ملك جواو الأول، كان هذا الزواج هو الخطوة النهائية في التحالف الأنجلو-البرتغالية ضد فرنسا-قشتالة، كانت المباركة للزوجين بالكنيسة في «كاتدرائية بورتو» في 2 فبراير 1387 وكان زواجهما في 14 فبراير 1387، احتفل البلاط لمدة خمسة عشر يوماً، فيليبا تزوجت الملك جواو الأول من قبل وكيل، وتمشياً مع تقاليد برتغالية فريدة من نوعها، بحيث لابد من أن يتظاهر شخصاً بأنه العريس في سرير العروس، وكان المتظاهر الملك جواو «جواو رودريغز دي سا».
كما هو الحال للعادة النبلاء في العصور الوسطى كان من مدعاة للدولة وتحالف سياسي، والزوجين لم يجتمعا حتى اثني عشر يوماً بعد أن كانوا متزوجين قانوناً، الملك جواو الأول سبق أن كان له عشيقة قبل الزواج اسمها «إينيس بيريز إستيفيس»، جواو أنشأ تحالفاً سياسياً وشخصياً مع «جون غونت»، في بادئ الأمر طالب «جون غونت» بالعرش مملكة قشتالة عن طريق زوجته الثانية كونستانس من قشتالة (انظر:حروب فرديناند)، وأصبحت ابنتهما كاترين لانكستر ملكة قشتالة القرينة بزواجها من إنريكي الثالث بحيث كان غونت بحكم الأمر الواقع ملكاً في الأجزاء من قشتالة، خشى جون غونت في الطعن بـ مطالبته مما أدى إلى تدعيم السلالات الملكية عن طريق ابنته، وبدلاً من ذلك في ويندسور في 1386 جواو الأول وقع «تحالف البرتغالي-الإنجليزي» من ملحوظ أنه من التحالفات طويلة الأمد، التي استمر مروراً بـ «الحروب النابليونية» وأيضا لضمان حياد البرتغال في الحرب العالمية الثانية.
شكك البلاط في قدرتها على حمل الأطفال للملك، ومع ذلك استطعت فيليبا إنجاب تسعة أبناء، ستة منهم وصول إلى سن البلوغ، وكان لملك ثلاثة أبناء آخرين من عشيقته «إينيس بيريز إستيفيس»، حيث كان ابنهما أفونسو في العاشرة من العمر عندما تزوج والده من فيليبا، سمحت فيليبا لأفونسو وشقيقته بياتريس في العيش في البلاط، كان لهما ابنة ثانية اسمها برانكا توفيت في سن الطفولة، وإما أمهم غادرت بلاط بـ الأمر من فيليبا للعيش في أحد الأديرة، وتحت رعايتها.

## النفوذ في البلاط
فـ مع سلوكها التقي، إلا أنه من غير اللائق بالنسبة للزوجة بأن تتدخل في شؤون زوجها، بحيث أنها مارست سلطتها في كل من البرتغال وإنجلترا  وكما أنها "شاركت بنشاطها في الشؤون العالمية"، حين ظهرت رسائل الباقية أن فيليبا غالباً ما كتب إلى بلاط الإنجليزي من البرتغال، وبقيت على المشاركة في السياسة الإنجليزية، فيليبا تدخلت في السياسة البلاط حيث قام أتباعها بخلع ريتشارد الثاني عندما وجهت النداء لمساعدة شقيقها هنري الذي اغتصب العرش الإنكليزي لنفسه، وفي مناسبة أخرى أقنعت إيرل أرونديل بأن يتزوج الابنة الغير شرعية بياتريس، لتدعيم التحالف بين البرتغال وإنكلترا.،
ومع ذلك كان مساهمة فيليبا في السياسة الخارجية مفيدة جداً لحد ما، حيث أن مشاركة البرتغال في عدة حروب مع قشتالة ومورس أدت إلى انهيار الاقتصاد البرتغالي نوعاً ما، فـ العديد من الجنود اصبحوا عاطلون عن العمل، حيث كانت فيليبا هي الرأس المدبر لـ غزو سبتة 1415، بحيث كانت تعرف أن الغزو والسيطرة على سبتة سيكون مربحاً جداً للبرتغال لسيطرة على تجارة التوابل الأفريقية والهندية. ولكنها توفيت بأشهر قبل أن ترى أن خطتها قد نجحت، حيث أن هذا الهدف تم تحقيقها في 14 أغسطس 1415 في معركة سبتة.

## الوفاة
في سن الـ 53، مثل والدتها، اصابت بالطاعون، انتقلت من لشبونة إلى شقبان ودعت أبنائها على السرير لـ تعطيهم النعمة، حيث قدمت فيليبا لثلاثة أبناءها الكبار سيوف مرصعة بجواهر والتي سوف يستخدم في الفروسية لاحقا، وأعطى كل واحدة منهم جزء من الصليب الحقيقي، «تملئ عليهم للحفاظ على عقيدتهم والوفاء بـ واجباتهم الدينية».
على الرغم من أنه كان متردداً في الزواج منها، إلا أن الملك أحبها كثيراً ويقال أنه كان «حزيناً جداً عندما أصييت بمرض، ويقال أيضا أنه لم يأكل ولا ينام»، وادعت أنه من المفيد جداً لابنائها وزوجها رحلة إلى أفريقيا، التي قمت بتنسيقها، في وفاتها صلى العديد من الكهنة، دون أي تعب أو معاناة و«قدم روحها في أيدي الذي خلقها، وابتسامة تظهر على فمها كما لو أنها ازدرت حياة في هذا العالم».